# Zaritchne
Zaritchne (en ukrainien : Зарічне ; en russe : Заречное, Zaretchnoïe ; en polonais : Pohost Zarzeczny) est une commune urbaine de l'oblast de Rivne, en Ukraine, et le centre administratif du raïon de Zaritchne. Sa population s'élevait à 7 000 habitants en 2024.

## Géographie
Zaritchne est située sur la rive gauche de la rivière Styr, à 133 km au nord de Rivne et à 6 km de la frontière biélorusse.

## Histoire
Mentionné pour la première fois en 1480, Zaritchne a le statut de commune urbaine depuis 1959. Zaritchne comprend également les deux villages d'Ivantchytsi et Tchernym. Les armoiries et le gonfalon modernes de Zaritchne ont été adoptés en 1997. Ils sont partagés en deux bandes horizontales et représentent en haut sur un champ bleu foncé une cigogne et en bas sur un champ jaune trois tiges de jonc vertes et noires

## Population
Recensements (*) ou estimations de la population :
| 1959* | 1970* | 1979* | 1989* | 2001* | 2011  |
| ----- | ----- | ----- | ----- | ----- | ----- |
| 4 481 | 4 374 | 5 133 | 6 443 | 6 929 | 7 045 |

| 2012  | 2013  | 2014  | 2015  | 2016  | 2017  |
| ----- | ----- | ----- | ----- | ----- | ----- |
| 7 130 | 7 187 | 7 264 | 7 320 | 7 352 | 7 345 |

| 2018  | 2019  | 2020  | 2021  | - | - |
| ----- | ----- | ----- | ----- | - | - |
| 7 353 | 7 317 | 7 346 | 7 345 | - | - |

## Transports
Zaritchne se trouve à 174 km de Rivne par la route.